# Gevulde koek
Een gevulde koek is een ronde koek, gemaakt van boterdeeg en met een zoete vulling. De koek is typisch Nederlands gebak.

## Kenmerken
Amandelspijs is de meest voorkomende vulling, maar er zijn diverse andere vullingen. Een gevulde koek heeft een diameter van circa 10 cm met meestal een in de lengte gehalveerd amandeltje erbovenop. De bovenkant van de koek is glimmend bruin, een effect dat wordt bereikt door het deeg te bestrijken met een geklutst ei alvorens de koek in de oven te bakken.
De gemiddelde gevulde koek bevat een hoeveelheid vet die vergelijkbaar is met 3 ruime theelepels boter en een hoeveelheid suiker gelijk aan 5 suikerklontjes of wel 19 gram suiker in een gevulde koek van 60 gram.
De gevulde koek is een typisch Nederlands baksel. Het is een populair product en wordt verkocht op vele plaatsen, zoals stationskiosken en  tankstations. In België zijn ze lang niet zo populair.

## Varianten
In Zuid-Nederland wordt de gevulde koek ook wel gevuld heertje of gevulde herenkoek genoemd. In de Kop van Noord-Holland, Noord-Brabant en Salland spreekt men wel van vulkoek.
Voor de van een ruitstructuur voorziene varianten gebruikt men in veel supermarkten echter ook de term vulkoek.
Er bestaan diverse andere varianten van de gevulde koek, die bijvoorbeeld kleiner zijn of gedeeltelijk open, en deze hebben soms weer andere namen. De goedkopere versies bevatten als vulling geen amandelspijs, maar banketbakkersspijs, vooral bestaande uit suiker, peulvruchten, plantaardig vet en abrikozenpitten. Soms gebruikt men appel of jam als vulsel.

## Rondo en kano
Een rondo (lokaal ook wel aangeboden onder andere namen  zoals Amsterdammertje) en een kano bestaan uit dezelfde ingrediënten als een gevulde koek, maar worden in een vorm gebakken. Een rondo is rond en een kano langwerpig. Ze bestaan uit twee plakjes rond boterdeeg waartussen amandelspijs wordt gespoten. De koek bakt men in een met boter besmeerde ring. De bovenkant wordt bestreken met ei en voorzien van een halve amandel.